# Caique Botkay
Caique Botkay foi um homem de Teatro: compositor. instrumentista de música popular brasileira, diretor. 

## Carreira
Atuou por mais de 42 anos compondo, escrevendo, atuando e dirigindo para o Teatro.
Recebeu no período um prêmio Molière, três Shell, um Coca Cola  e  cinco Mambembes.
Dois livros publicados: Achados pela Nova Fronteira e o premiado Histórias de Mágicos e Meninos, pela Ed. 34.
Educação: foi membro da equipe central de Cultura na implantação dos Cieps de Darcy Ribeiro; professor na Escola de Teatro Martins Pena, Conservatório Brasileiro de Música, Universidade Gama Filho, UERJ e PUC.
Foi membro titular do Conselho Estadual de Cultura por seis anos e Superintendente da Secretaria Estadual de Cultura por oito anos.